# Koplje
Koplje je pješačko ili konjaničko hladno oružje na motki.

## Opće odrednice
Koplje je pješačko ili konjaničko hladno oružje na motki. Sastoji se od metalnog dijela: vrha (koji se dijeli na: bodilo, tuljac i zakovice) i drvene motke od 120 cm, kod kratke sulice za bacanje pa do oko 600cm kod piketa koji je bio najpopularnije oružje pješaštva u 16. st. (Pikeniri, Pikemen). Jeftino i gotovo svima dostupno oružje pojavljuje su kamenom dobu u obliku zašiljene motke malo opaljene vatrom radi tvrdoće. Koplje je unaprijeđeno nasađivanjem kamenog vrha čime je dobilo na oštrini i čvrstoći. Pojavom bakra, a posebice bronce, koplje ulazi u razdoblje masovne proizvodnje lijevanjem. 

## Vrste

### Pilum
Jedno od najpoznatijih vrsta kopalja svakako je i legendarni rimski pilum. Standardno naoružanje rimskih legionara koje je teško bacačko koplje razvijeno za borbu protiv gustih, discipliniranih i oklopljenih grčkih falanga. Kad bi se dva bojna reda približila na oko trideset metara, Rimljani bi zasuli grčke hoplite smrtonosnom kišom piluma. Dalje bi nastavili juriš s isukanim kratkim španjolskim mačem i dugačkim štitom - scutumom.
Pilum je bio dugačak oko 220 do 250 cm. Od toga je željezno bodilo zauzimalo 100 cm. Kratko bodilo (5cm) bilo je oblikovano u čvrsti četverobridni šiljak. Tanko tijelo metalnog dijela koplja završavalo se okruglom "jabukom" koja je štitila šaku i davala kinetičku energiju pri bacanju kao uteg koji pojačava udarac. Metalni dio bio je pričvršćen na motku promjera oko 7 do 9 cm drvenim klinovima. Tu novost u svojoj reformi rimske vojske uveo je car Vespazijan. Naime, on je kao lucidan čovjek i vrsni vojnik primijetio da pilume čvrsto nasađene i učvršćene željeznim klinovima prilikom bacanja neprijatelji, osobito Gali i Germani, odmah vrate prema legionarima. Da bi to spriječio, uveo je drvene klinove koji su koplje činili za jednokratnu upotrebu. Kad bi legionari u borbi bacili pilum na neprijatelja, on bi se na sastavu slomio i nije se više mogao koristiti. Tim potezom je višestruko smanjio broj svojih gubitaka. 

### Lovačko koplje
Lovačko koplje iz srednjeg vijeka karakteristično je po tome što na tuljcu ispod bodila ima dvije uške od oko deset centimetara križasto postavljene. U lovu na veprove služile su da koplje ne utone preduboko i da razjarenu životinju drži na sigurnoj udaljenosti.

## Koplje u srednjem vijeku
Kao i pješaštvo, tako i konjanici koriste i bacačko i bodno koplje. Svoj procvat bodno bojno koplje doživljava u ranom srednjem vijeku pojavom viteštva. Poznati su viteški turniri koji su bili omiljena zabava u srednjem vijeku, a dvoboji su se izvodili po strogim turnirskim pravilima dva borca, viteza na konju s dugačkim bodnim kopljem koje je nosio vitezov štitonoša.
Koplje je bilo preko 300 cm dužine i imalo je karakterističan štitnik za šaku otprilike na donjoj petini dužine. Viteško koplje u ratu je bilo oštrog čeličnog i ubojitog vrha, dok su za turnire koristili blažu varijantu zaobljenog ili tupog drvenog vrha koje je trebalo samo izbaciti protivnika iz sedla. Iako je ova igra naoko bezopasna, događale su se itekako opasne, nerijetko i smrtonosne ozljede. Tijekom cijelog srednjeg vijeka od prvih križarskih ratova, preko Stogodišnjeg rata Francuske i Engleske pa do duboko u 16. st. i Tridesetogodišnjeg rata katolika protiv protestanata, čvrsti blokovi jeftinog pješaštva čine "srce i dušu" svake vojske.

## Koplja u Hrvatskoj
U Hrvatskoj najljepši primjerci brončanih kopalja potječu s nalazišta koja pripisujemo narodu Kelta. Tada su posebno česti oblici bodila koji podsjećaju na vrbin list.
Porfirogenet u svom djelu "O upravljanju carstvom" u jednom poglavlju spominje Hrvate, pa uz to napominje da su bili gotovo svi naoružani kopljem, lukom i strijelama, a poneki mačem, sjekirom i štitom.
Odjeke hrvatske viteške tradicije u suvremenosti imamo u tradicionalnom viteškom turniru Sinjskoj alci kojom se obilježava hrvatska pobjeda nad turskom vojskom na Sinjskom polju 1715. godine gdje su upravo hrvatski vitezovi, konjanici-kopljanici snažnim jurišem razbili tvrdi bojni položaj janjičara i time donijeli presudnu prevagu tijeka bitke. Taj dan je 15. kolovoza i zauzima posebno mjesto u hrvatskoj tradicijskoj kulturi.
Najpoznatija, pak, pješačka postrojba u Hrvatskoj svakako je Đakovački biskupski banderij s početka 16. st. Brojio je oko tisuću momaka, uglavnom Hrvata iz slavonskih sela, naoružanih dugim kopljem i gornjim pločastim prsnim oklopom i kacigom. Nazvan biskupskim zato što je đakovački biskup toga doba financirao nabavu njihove opreme iz najpoznatijih oružarni i okloparni u Italiji. Banderij je bio novačen na potezu od Županje do Broda i od Vrpolja do iza Đakova prema Osijeku. Nakon jedne krvave bitke s Turcima banderij je potpuno uništen i rasformiran, ali je svojim hrabrim bitkama ušao u povijest.

## Nestanak s ratne scene i uporabe
Razvojem vatrenog oružja konjica polako napušta bojno polje, a njihovo elitno mjesto preuzima pješaštvo. Već početkom 18. st. razvojem muskete, koplje definitivno napušta pozornicu europskog ratovanja, no i danas u nerazvijenim kutovima svijeta postoje narodi, kao npr. Masai u istočnoj Africi koji se ne odvajaju od svog vjernog koplja kao obrane od lavova, oslonca kod dugog puta ili samo kao pastirskog štapa.
Jedini podsjetnik na koplje u modernom pješačkom naoružanju je bajunet koja se katkad, za potrebe borbe prsa o prsa, natakne na vrh puške.